# Saoirse
Saoirse  è un nome proprio di persona irlandese femminile.

## Origine e diffusione
Significa "libertà" in gaelico. È quindi affine, per semantica, ai nomi Slobodan o Eleuterio.
Il nome si pronuncia [ˈsˠiːɾʲʃə, ˈsˠeːɾʲʃə] in irlandese, e [ˈsɜrʃə] in inglese, secondo l'annotazione dell'Associazione fonetica internazionale.

## Onomastico
Non esistono sante che portano questo nome, quindi è adespota. L'onomastico può essere festeggiato in occasione di Ognissanti, il 1º novembre.

## Persone

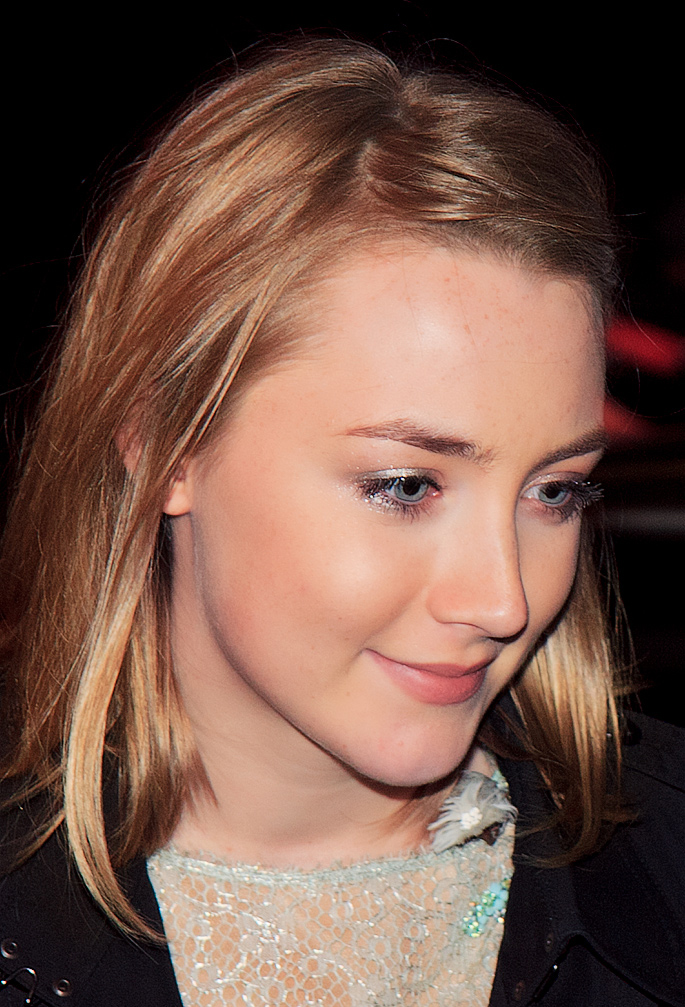
Saoirse Ronan

- Saoirse-Monica Jackson, attrice britannica
- Saoirse Ronan, attrice irlandese